# Budoucnost (politické hnutí)
Budoucnost je české levicové hnutí založené v květnu 2020. V čele hnutí stojí spolupředsednická dvojice Jakub Kovařík a Klára Školníková.

## Historie
Hnutí bylo u Ministerstva vnitra ČR registrované v květnu 2020, kdy nasbíralo dostatek hlasů pro registraci. Část přípravného výboru Budoucnosti tvořili bývalí členové a členky levicové platformy Strany zelených Zelená re:vize nebo platformy Idealisté, která fungovala v rámci SOCDEM.

## Účast ve volbách

### Senátní volby 2020
Ve volbách do Senátu PČR v roce 2020 utvořilo hnutí ve dvou volebních obvodech koalici s ČSSD a Zelenými, kdy podporovalo opětovnou kandidaturu senátora Jiřího Dienstbiera v kladenském obvodě a kandidaturu starosty Nového Města na Moravě Michala Šmardy v obvodu Žďár nad Sázavou.

### Komunální volby 2022
V komunálních volbách v roce 2022 Budoucnost kandidovala do Zastupitelstva hlavního města Prahy v rámci koalice Solidarita, kterou tvořila společně s ČSSD, Zelenými a Idealisty. Do zastupitelstva se však koalice nedostala.
Hnutí kandidovalo na šestnácti místech v České republice a získalo 4 mandáty. Hnutí má tak zastupitele a zastupitelky v Jilemnici, Slaném, Neratovicích a Horních Domaslavicích.

### Prezidentské volby 2023
V prezidentských volbách v roce 2023 hnutí Budoucnost podpořilo kandidaturu Josefa Středuly. Dne 8. ledna 2023 však Josef Středula z volby prezidenta odstoupil.

### Evropské volby 2024
Ve volbách do Evropského parlamentu v Česku v roce 2024 neúspěšně kandidovali čtyři členové hnutí (Klára Školníková, Jakub Kovařík, Manuela Haug a Bohumil Čáp) za Sociální demokracii.

### Parlamentní volby 2025
V červnu 2025 hnutí navázalo spolupráci se stranou Levice.

## Program
Hnutí si klade za cíl zrušení soukromých exekutorů a usnadnění oddlužení, předcházet jim chce pak zvýšením důchodů a snížením zdanění práce. Nedostupnost bydlení zejména ve velkých městech chce hnutí řešit stavbou obecních a družstevních bytů, zastropováním nájmů, ukončením bezdomovectví i ztížením podmínek pro platformy typu Airbnb. Bojovat chce i proti oligarchii, a to nejen vyšším zdaněním bohatých, ale také zpřísněním podmínek vlastnění médií a financování stran. Mezi další priority hnutí patří budování nových státních podniků (veřejnou banku a telefonního operátora) a naopak ukončení vlny privatizací. Prosazuje též přechod na bezuhlíkové hospodářství, zafinancované těmi, kteří na klimatické krizi dosud profitovali.